# Dypsis bonsai
Dypsis bonsai – gatunek palmy z rzędu arekowców (Arecales). 
Występuje endemicznie na Madagaskarze, w prowincjach Antsiranana oraz Toamasina. Można go spotkać między innymi w parkach narodowych Marojejy i Parku Narodowym Masoala.
Rośnie w bioklimacie wilgotnym. Występuje na wysokości 1000–2000 m n.p.m.